# ネイサン・クロウリー
ネイサン・クロウリー（Nathan Crowley, 1966年2月28日 - ）は、イギリスのプロダクションデザイナー、アートディレクターである。
『バットマン ビギンズ』（2005年）『ダークナイト』などで5度英国アカデミー賞美術賞にノミネートされた。また『プレステージ』（2006年）、『ダークナイト』（2008年）、『インターステラー』（2014年）、『ダンケルク』（2017年）、『ファースト・マン』（2018年）、『TENET テネット』（2020年）で6回アカデミー美術賞にノミネートされ、7回目となる『ウィキッド ふたりの魔女』（2024年）で受賞した。

## フィルモグラフィ
- スネーク・アイズ Dangerous Game (1993) アートディレクター
- ゆかいな天使/トラブるモンキー Monkey Trouble (1994) アートディレクター
- ブレイブハート Braveheart (1995) アートディレクター
- 暗殺者 Assassins (1995) アートディレクター
- Sweety Barrett (1998) プロダクションデザイナー
- Falling for a Dancer (1998) プロダクションデザイナー
- ピース・ピープル An Everlasting Piece (2000) プロダクションデザイナー
- ミッション:インポッシブル2 Mission: Impossible II (2000) アートディレクター
- エネミー・ライン Behind Enemy Lines (2001) プロダクションデザイナー
- インソムニア Insomnia (2002) プロダクションデザイナー
- ヴェロニカ・ゲリン Veronica Guerin (2003) プロダクションデザイナー
- バットマン ビギンズ Batman Begins (2005) プロダクションデザイナー
- イルマーレ The Lake House (2006) プロダクションデザイナー
- プレステージ The Prestige (2006) プロダクションデザイナー
- ダークナイト The Dark Knight (2008) プロダクションデザイナー
- パブリック・エネミーズ Public Enemies (2009) プロダクションデザイナー
- ジョン・カーター John Carter (2012) プロダクションデザイナー
- ダークナイト ライジング The Dark Knight Rises (2012) プロダクションデザイナー
- インターステラー Interstellar (2014) プロダクションデザイナー
- ダンケルク Dunkirk (2017) プロダクションデザイナー
- グレイテスト・ショーマン The Greatest Showman (2018) プロダクションデザイナー
- ファースト・マン First Man (2018) プロダクションデザイナー
- TENET テネット Tenet (2020) プロダクションデザイナー
- ロン 僕のポンコツ・ボット Ron's Gone Wrong (2021) プロダクションデザイナー
- ウォンカとチョコレート工場のはじまり Wonka (2023) プロダクションデザイナー
- ウィキッド ふたりの魔女 Wicked (2024) プロダクションデザイナー